# Ode to My Family
«Ode to My Family» (с англ. — «Ода моей семье») — второй сингл с альбома No Need to Argue ирландской рок-группы The Cranberries 1994 года. Релиз сингла состоялся в том же году лейблом Island Records в форматах 7", MC и CD.
Автором текста и музыки (в соавторстве с Ноэлом Хоганом) является Долорес О’Риордан. Она также сочинила струнный аккомпанемент. Есть мнение, что это одна из лучших песен группы, сочетающая в себе качественную мягкую лирику и сильный вокал Долорес. «Ode to My Family» и «Zombie» стали самыми популярными из альбома. Песня о тоске Долорес по простой жизни в детстве после того, как она добилась неожиданного успеха.

## Позиции в чартах
Песня имела успех во многих европейских странах. Во Франции песня была в чарте с 15 июля (17-е место) до 28 октября (40-е место) 1995 года и продержалась на четвёртом месте 2 недели. В Австралии песня пробыла в чарте 13 недель, 3 из которых на пятом месте. В Нидерландском чарте песня продержалась 6 недель и поднялась на максимальную 22-ю позицию. в Новой Зеландии за 16 недель максимальным местом стало восьмое.
В США сингл вошёл в чарты Billboard. В U.S. Billboard Top 40 Mainstream «Ode to My Family» заняла 35-е место, в U. S. Billboard Hot 100 Airplay — 38-е, а в U.S. Billboard Hot Modern Rock Tracks поднялась то 11-го. В английском чарте синглов песня продержалась 6 недель и добралась до максимальной 26-й позиции.

## Список композиций

### 7" Single
1. «Ode to My Family»
2. «So Cold in Ireland»

### UK/Germany CD
1. «Ode to My Family»
2. «So Cold in Ireland»
3. «No Need to Argue» (live) (запись с программы Later with Jools Holland BBC)
4. «Dreaming My Dreams» (live) (запись с программы Later with Jools Holland BBC)

### UK CD
1. «Ode to My Family» (live) (запись с фестиваля Feile в Типперэри, 30 июля 1994 года)
2. «Dreams» (live) (запись с фестиваля Feile в Типперэри, 30 июля 1994 года)
3. «Ridiculous Thoughts» (live) (запись с фестиваля Feile в Типперэри, 30 июля 1994 года)
4. «Zombie» (live) (запись с фестиваля Feile в Типперэри, 30 июля 1994 года)

### CD Single Canada
1. «Ode to My Family» — 4:32
2. «So Cold in Ireland» — 4:43
3. «Dreaming My Dreams» (live) (запись с программы Later with Jools Holland BBC) — 3:52
4. «Zombie» (live) (запись с фестиваля Feile в Типперэри, 30 июля 1994 года) — 5:17